# Пимлико (станция метро)
Пимлико (англ. Pimlico) — станция глубокого заложения лондонского метро, расположенная в Пимлико (Вестминстер) на пересечении улиц Бессборо и Рампейн-стрит. Главный вход находится на первом этаже офисного здания, которое до 2006 года полностью занимало Управление национальной статистики, за исключением самой станции и газетных киосков. Кроме главного, есть два других входа, оборудованных пандусами для инвалидных колясок, облегчающие доступ в кассовый зал: на улице Люпус и на другой стороне улицы Бессборо. На платформы прибывают только поезда линии «Виктория». Пимлико — единственная станция на линии «Виктория», которая не имеет пересадки на другие станции лондонского метрополитена или национальной железной дороги. Находится между станциями «Виктория» и «Воксхолл» в тарифной зоне 1.

## История
Станция открылась 14 сентября 1972 года — более чем через год после того, как линия заработала на полную мощность. Это было последнее дополнение в рамках продления линии «Виктория» между станциями «Виктория» и «Брикстон», запланированного в июне 1968 года.

## Иллюстрации

Станция «Пимлико»
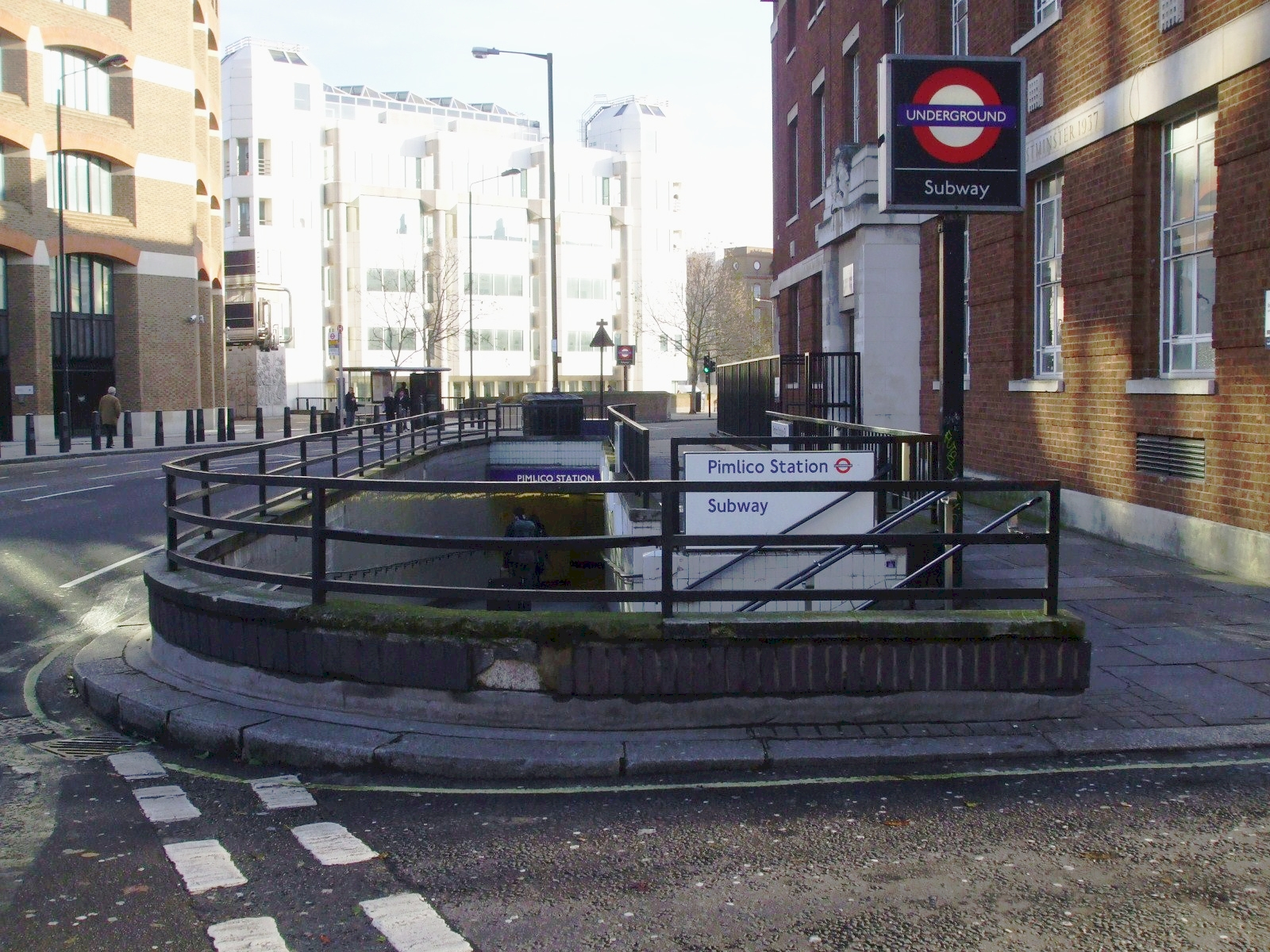
Вход на станцию
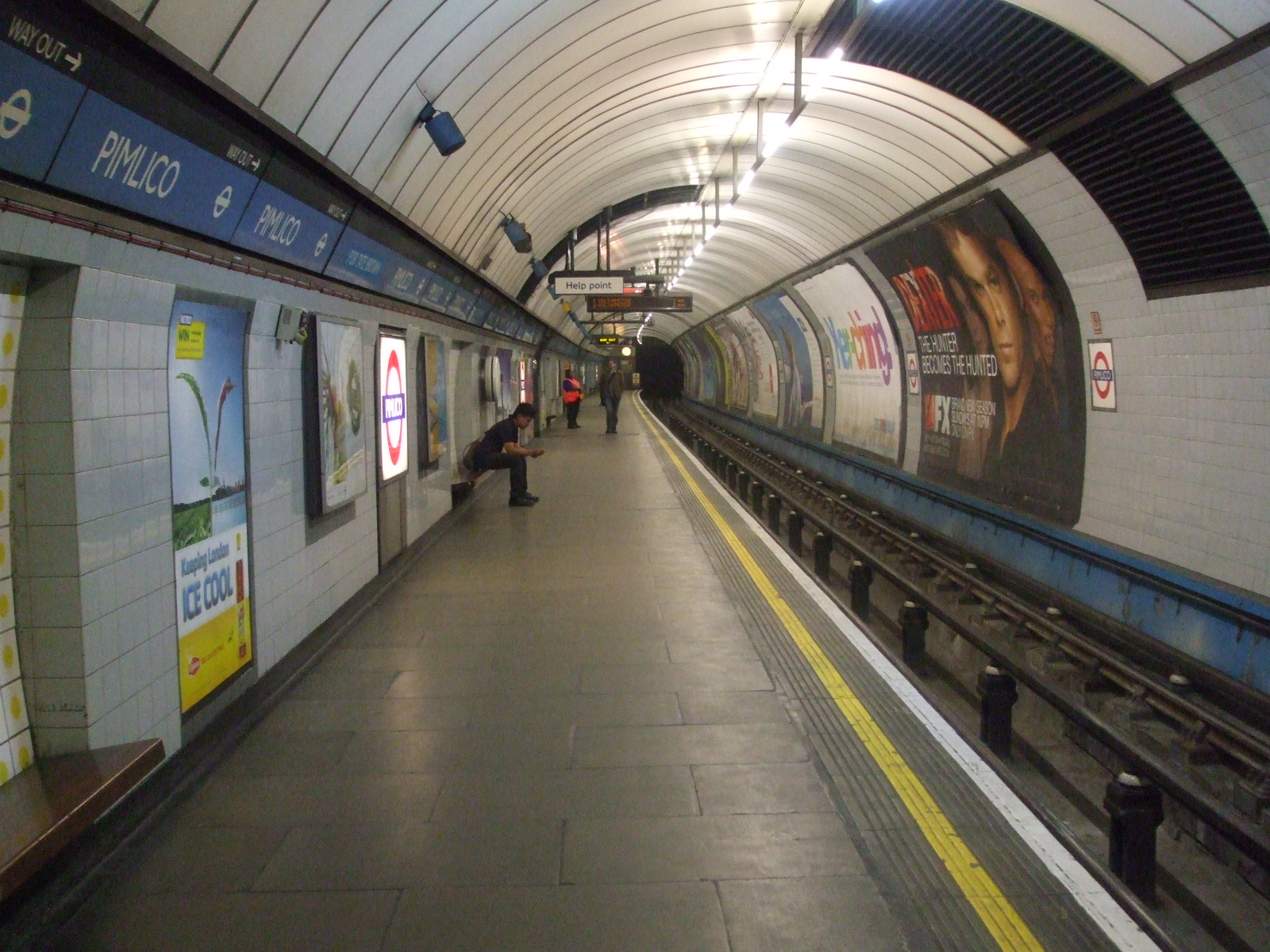
Платформа
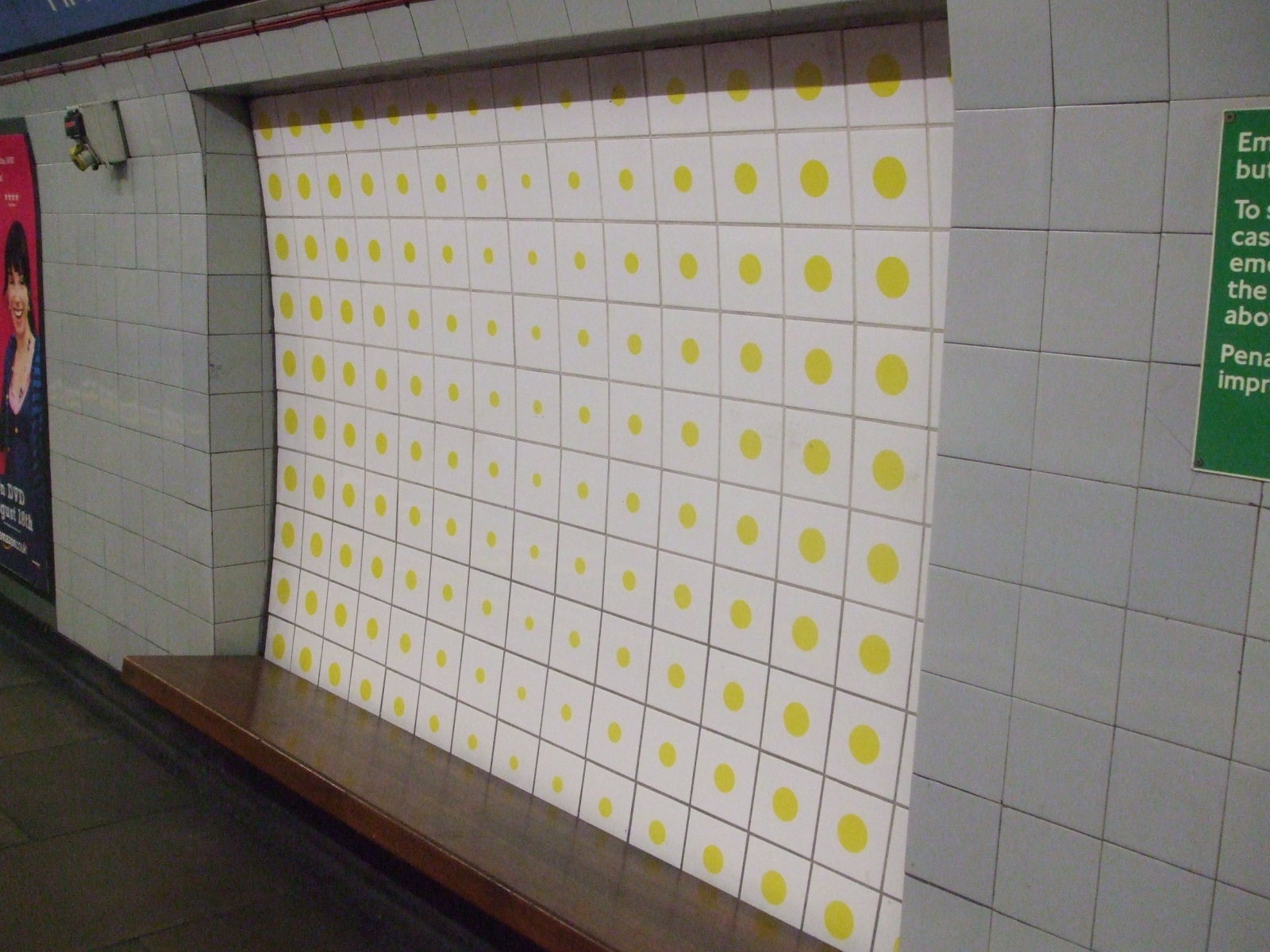
Оформление платформы современное искусство
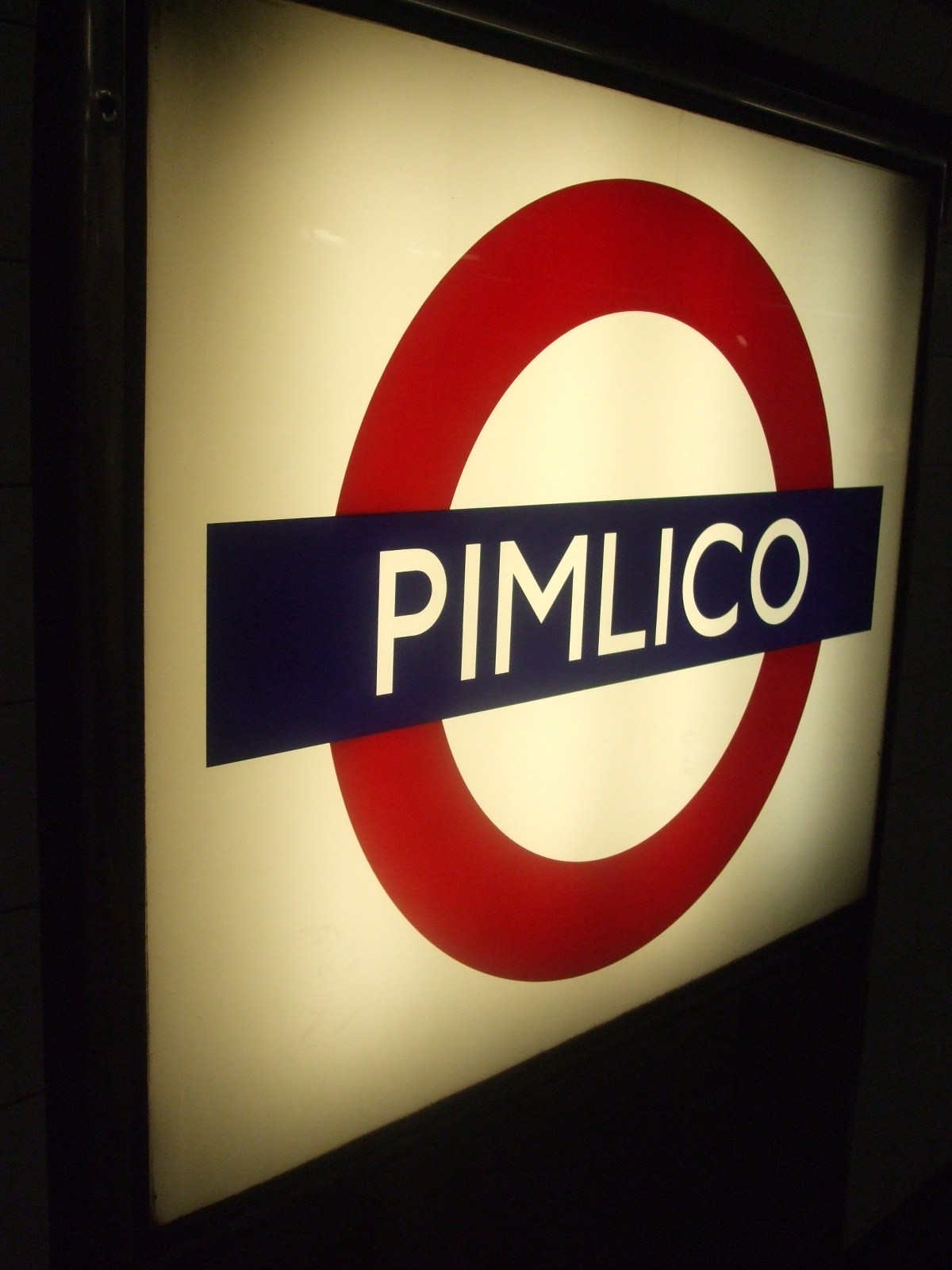
Рондель